# Guardaespaldas (serie de televisión)
Guardaespaldas (en hangul, 보디가드; romanización revisada, Bodigadeu) es una serie de televisión surcoreana de 2003, protagonizada por Cha Seung-won, Lim Eun Kyung y Han Go Eun. Fue emitida por KBS 2TV desde el 5 de julio hasta el 14 de septiembre de 2003, con una longitud de 22 episodios emitidos cada sábados y domingos a las 19:50 (KST).

## Argumento
Desde que Kyung Tak (Cha Seung-won) se vio obligado a renunciar a su puesto militar debido a la falta de su superior, queda sin trabajo y trata de vivir ayudando en el restaurante de sus padres. La suerte quiso que al postular para un nuevo trabajo, él salva a un cliente de Yoo Jin (Han Go Eun) un guardaespaldas, lo que significa que Kyung Tak es contratado por la empresa de seguridad en la que trabaja, que es dirigida por Sung Soo (Song Il Gook). La vida de Kyung Tak se dirige a nuevas direcciones ya que Na Young (Lim Eun Kyung) se muda a la ciudad con su abuela y se hace amiga de su hermana menor Kyung Mi (Maya).

## Reparto

### Personajes principales
- Cha Seung-won como Hong Kyung Tak.
- Lim Eun Kyung como Na Young.
- Han Go Eun como Park Yoo Jin.

### Personajes secundarios
- Song Il Gook como Han Sung Soo.
- Lee Se Eun como Han Shin Ae.
- Lee Won-jong como Bang Man-bok .
- Baek Il Seob como Padre de Kyung Tak.
- Park Jung Soo como Madre de Kyung Tak.
- Jang Se Jin como Choi Tae Sung.
- Kim Young Ok como Abuela materna de Na Young.
- Yoon Yong Hyun como Yoo Sung.
- Kim Young Joon como Se Joon.
- Maya como Hong Kyung Mi.
- Lee Joo Seok como Yoon Shik.
- Shin Choong Shik como Padre de Sung Soo.
- Hyun Bin como Acosador.

## Emisión internacional
- Japón: Sun TV.